# Mark Tansey
Mark Tansey (* 1949 in San José, Kalifornien) ist ein US-amerikanischer Maler. Er lebt und arbeitet in New York.

## Leben
Mark Tansey, Sohn des amerikanischen Kunstkritikers Richard G. Tansey, studierte von 1967 bis 1969 an der kalifornischen San José State University und bis 1972 am College of Design in Los Angeles, Kalifornien. Im Jahre 1974 setzte er sein Kunststudium am Graduierten-Kolleg für Malerei des Hunter College in New York fort. Nach diesem Studium arbeitete er 1978 bis 1979 als Assistent bei Helen Frankenthaler und arbeitete danach als freier Illustrator für unterschiedliche Zeitungen und Zeitschriften.
Zunehmend Anerkennung als Künstler erhielt Tansey zu Beginn der 1980er Jahre. 1982 hatte er seine erste Galerie-Ausstellung in New York. Spätestens 1986 mit seiner Teilnahme an Aperto, einer Ausstellung im Zusammenhang mit der Biennale in Venedig, gelang ihm der internationale Durchbruch. Schon 1987 nahm Mark Tansey an der documenta 8 in Kassel teil.

## Werk
Mark Tansey wird von der Kritik als ein typischer Vertreter postmoderner Kunst verstanden. Tansey reflektiert in seiner gegenständlichen Malerei zum Teil ironisch Aspekte der Kunst- und Philosophiegeschichte und spielt häufig mit den Wahrnehmungsmustern seiner Betrachterinnen und Betrachter.
Dies wird beispielsweise erkennbar in seinem Gemälde The Triumph of the New York School (dt.: Der Triumph der New Yorker Schule) von 1984. In ihm übersetzt er den internationalen Erfolg der amerikanischen Kunst in der zweiten Hälfte des 20. Jahrhunderts in das Bild einer militärischen Niederlage der europäischen Künstler der Moderne gegen ihre amerikanischen Künstlerkollegen. Zu sehen ist eine Kapitulationsszene: Die Europäer tragen Uniformen des Ersten Weltkrieges und sitzen überwiegend auf Pferden, während die Vertreter der amerikanischen Kunst im gepanzerten Fahrzeug zum Ort der Szene kommen. Eine weitere Ebene des Bildes ist ein Zitat, denn ausdrückliches Vorbild für die Darstellung der Szene ist das Gemälde Übergabe der Stadt Breda von Velázquez.
Tanseys realistische und vielfach monochrome Gemälde besitzen fast einen fotorealistischen Charakter, enthalten allerdings bei genauerer Betrachtung häufig „unrealistische“ Elemente, wie im Gemälde Snowman (dt.: Schneemann) die Porträts von Karl Marx, Adolf Hitler und George W. Bush.

## Ausstellungen (Auswahl)
- 1986 „Aperto“, Biennale Venedig, Italien
- 1987 documenta 8, Kassel
- 1990 Kunsthalle Basel, Schweiz
- 1990 Seattle Art Museum, USA
- 1993 Los Angeles County Museum, USA
- 1995 Kunstverein für die Rheinlande und Westfalen, Düsseldorf
- 2005 Museum Kurhaus Kleve